# Mościska Małe
Mościska Małe – wieś sołecka w Polsce położona w województwie świętokrzyskim, w powiecie koneckim, w gminie Radoszyce.
| SIMC    | Nazwa  | Rodzaj    |
| ------- | ------ | --------- |
| 0264839 | Posada | część wsi |

W latach 1975–1998 miejscowość administracyjnie należała do województwa kieleckiego.
Przez wieś przechodzi  niebieski szlak turystyczny z miejscowości Pogorzałe do Kuźniaków.

## Historia
Mościska w wieku XIX – wieś w powiecie koneckim, gminie Grodzisko, parafii Radoszyce, odległe 19 wiorst od Końskich.

1827 r. wieś rządowa, 19 domów 138 mieszkańców. 

1883  było tu 46 domów, 290 mieszkańców, 507 mórg ziemi włościańskiej i 1 morga rządowa 
Według spisu powszechnego z roku 1921 wieś Mościska (bez podziału na Małe i Duże) posiadała 69 domów i 372 mieszkańców.